# 嘉義神社
23°28′53″N 120°28′8.5″E / 23.48139°N 120.469028°E
嘉義神社是一個創建於1915年之神社，其殘存之設施及建築位於臺灣嘉義市東區嘉義公園內。
該神社之社格在1917年被列屬縣社，後於1944年升格為國幣小社。該神社（之本殿）約在1949年被改作嘉義市忠烈祠。
1994年4月24日，原拜殿與本殿建築在大火中燒燬；原址後於1998年建立射日塔。
1998年，該神社之殘存建築被指定為嘉義市市定古蹟，指定範圍含第一代神社遺跡及第二代神社附屬建築（齋館、社務所、手水舍、參集所、神輿庫、參道）。當前齋館與社務所等設施以嘉義市史蹟資料館之名向大眾開放。

## 歷史

### 創立
嘉義神社的建立是在當時1910年代嘉義廳官民倡議下，於1911年6月在嘉義俱樂部召開了首次嘉義神社興建評鑑委員會。而明治天皇於1912年7月駕崩之事，使時任嘉義廳長津田義一更決心要建造嘉義神社，並在同年8月召開了第二次協議會，提出要祭祀明治天皇、天照大神及臺灣神社祭神的想法，並由津田擔任嘉義神社建設發起人，選定當地仕紳伊東義路、宇都宮讜藏、西川利藤太、加土峰吉、栗本藤次郎、林玉崑一起連署，於1912年11月22日向時任總督佐久間左馬太申請設立嘉義神社，此申請於1912年12月24日通過，並在1913年開始舉行募款活動。
然而，嘉義神社的建立過程並不順利，1913年7月的水災使得嘉義廳唯一的金融機構嘉義銀行暫停營業，造成募款活動度停滯，加上當時阿里山檜木價格飛漲，使募款活動多次延期直至1916年11月才結束。另外，加上阿里山作業所的機械故障問題，造成了神社用的木材供給延遲等問題。
1915年4月，當局選址在嘉義公園東側的丘陵地建立嘉義神社。嘉義神社於1915年5月1日動工，並由名古屋市的名匠伊藤滿作（亦為第一代臺中神社設計者）設計，同年10月20日竣工，同月28日舉行鎮座式落成，總費用36,000多圓。
第一代嘉義神社社殿為流造形式，設施包含本殿、幣殿、拜殿、玉垣、手水舍、鳥居、揭示場、社務所等設施，材料使用阿里山檜木，為當時嘉義廳官民參拜的神社，祭神為北白川宮能久親王、開拓三神、天照大神，例祭日為10月28日、祭神係由伊東義路至臺北的臺灣神社迎請而來。嘉義神社祭祀北白川宮能久親王，亦考量了其與嘉義市兩處御遺跡地的淵源。北白川宮能久親王於1896年10月9日自大林出發抵達嘉義，在占領了嘉義城的四座城門後，先在埤子頭的榕樹下休憩及進行指揮，在當日下午攻陷嘉義城後從北門進城。此榕樹下之「埤仔頭司令所」於1935年12月5日被列為史蹟。另一處則是北白川宮於10月9日至18日待在的舊軍營竹造建物，位於嘉義市北門，是為「嘉義御舍營所址」，嘉義市於1929年立有石碑予以紀念，此處亦於1935年被列為史蹟。
1917年10月23日，嘉義神社列格為縣社。臺灣在1920年改為州廳制後，嘉義廳被廢除，改為臺南州下的各郡，嘉義神社的氏子則改為嘉義市以及周圍的嘉義郡、新營郡、東石郡、北港郡、虎尾郡、斗六郡。然而，此地方行政改制後，嘉義街不再是當地行政中心，除了引起嘉義置州運動亦使得嘉義的發展停滯，且連帶影響到嘉義神社發展。
雖然嘉義神社的氏子人數較新竹神社多，但嘉義神社比起同社格的新竹神社、臺中神社，相對未受當局重視；後兩神社在例祭時，皆有州知事前往參拜，而嘉義神社例祭僅有內務部長及地方課長層級的長官參與。

### 第二代神社
1930年代，時隔嘉義神社鎮座已二十餘年，因神社社殿有白蟻問題，加上逐日增加的參拜人數，致使神社空間漸不敷使用，故於1937年3月由臺南州知事組成了「嘉義神社奉贊會」，倡議改建並擴大嘉義神社之規模，預算為20萬圓。嘉義神社改建工事於1939年8月14日向臺灣總督府提出，並在1940年3月7日通過。
神社改建工程分為兩期，第一期的社殿新建工程1940年11月1日舉行地鎮祭動工，於1942年6月13日舉行上棟祭，而後因預算不足，再增加了25萬圓，第二期的附屬社殿於1943年8月9日竣工。第二代嘉義神社設施有本殿（含向拜），祝詞殿、幣殿、拜殿（以上皆為流造形式之檜木造及銅板葺建築）、瑞垣、玉垣、神饌所、迴廊、祭器庫、神輿庫、社務所、參集所、齋館、第一鳥居（鋼筋混凝土造）、第二鳥居（木造）、第三鳥居、手水舍、神職宿舍、社號標、大燈籠3對，中燈籠1對，且神社座向從座北朝南改為座東朝西。而嘉義神社原社境為8,609坪，在徵收相鄰之私有地後，面積增加為10,075坪。另外，於1943年8月舉行遷座祭後，第一代嘉義神社的舊本殿便搬到嘉義神社所屬的攝社，改祀奉倉稻魂命、大宮賣神、猿田彥神。
在第二次世界大戰末期，為培養敬神思想的要務之急，於1943年11月18日由時嘉義神社社司長束有鄰、嘉義神社氏子總代早川宜義、小西國平、徐杰夫、蘇育奇、大森茂申請嘉義神社升格。1944年3月28日，嘉義神社升格為國幣小社，與新竹神社、臺中神社同為臺灣於1940年代升格為國幣小社的三所神社，亦為其中最晚升格者。1944年7月2日，嘉義神社例祭日改為10月7日。

### 戰後：縱火及觀光發展
二戰後，嘉義神社便閒置直至1949年3月由嘉義市政府接管，並將神社社殿建築改作嘉義縣羨忠烈祠使用，並在本殿西側新建一道磚牆，將齋館及社務所隔開，借給軍方作為八二八醫院使用，直至1987年才還給嘉義市政府。同年，因齋館及社務所有嚴重漏水問題，故委託國立成功大學建築研究所進行修復研究，而霖園集團國泰人壽基金會亦捐贈500萬元作為修復經費。

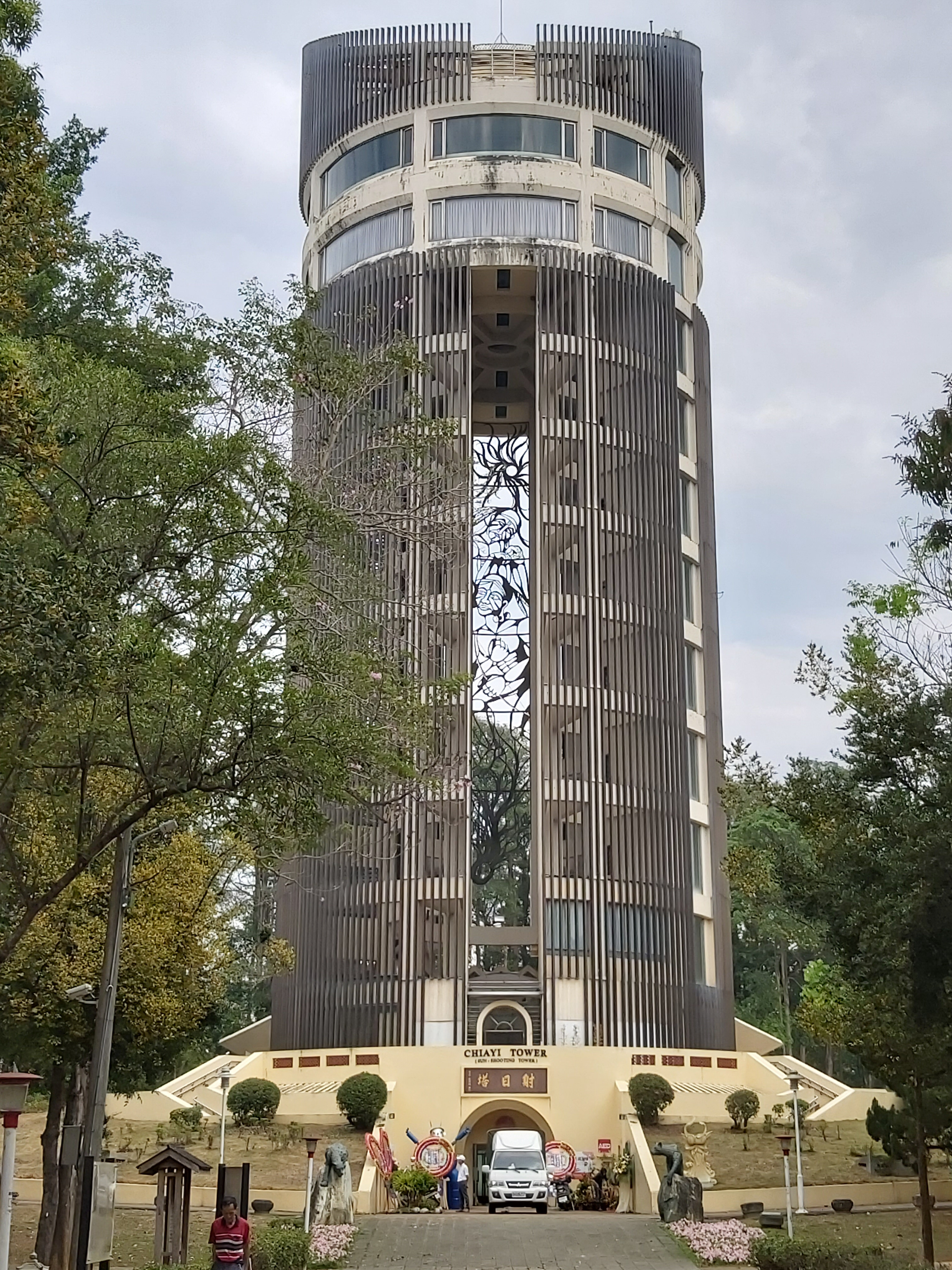
嘉義市射日塔

社務所後於修復後作為「嘉義市史蹟資料館」，於1993年8月開幕。然而於1994年4月，作為忠烈祠的神社本殿發生大火而燒毀；同年底，市政府決亦於本殿原址興建高60公尺的瞭望塔，作為發展觀光之地標。此塔於1997年1月動工，1999年3月完工，並命名為「射日塔」。
1998年10月，嘉義神社附屬建築被列為嘉義市市定古蹟，古蹟範圍包括齋館、社務所、手水舍、參集所、神輿庫以及參道和參道兩旁的石燈籠和高麗犬石雕。隨著齋館在之後修復後，其亦作為嘉義市史蹟資料館，並於2001年1月5日重新開館啟用。
2016年，園區在經過三個月更新工程後再度重新開放，其館舍空間則重新規劃，並新增了特展區及文創商品販售區。2019年，史蹟資料館改委由民間業者經營，結合餐飲與文創形式營運。

## 社司
| 姓名       | 任期           | 備註                                                     |
| ---------- | -------------- | -------------------------------------------------------- |
| 田邊三亮   | 1915年至1926年 | 初代社司，因年長退職                                     |
| 丹治廣行   | 1926年至1926年 | 原為臺北稻荷神社社司，至嘉義神社僅三個月，因精神衰弱退職 |
| 隈元多市郎 | 1926年至1932年 |                                                          |
| 長束有鄰   | 1932年至1945年 | 於1940年代兼任阿里山神社社掌                             |

## 設施
嘉義神社原社境為8,609坪，在徵收相鄰之私有地後，面積增加為10,075坪， 該神社依山而建造。當前第二代神社設施本體則設有包括齋館、社務所、休憩所、手水舍、祭器庫與參拜，及1915年的第一代神社遺跡。

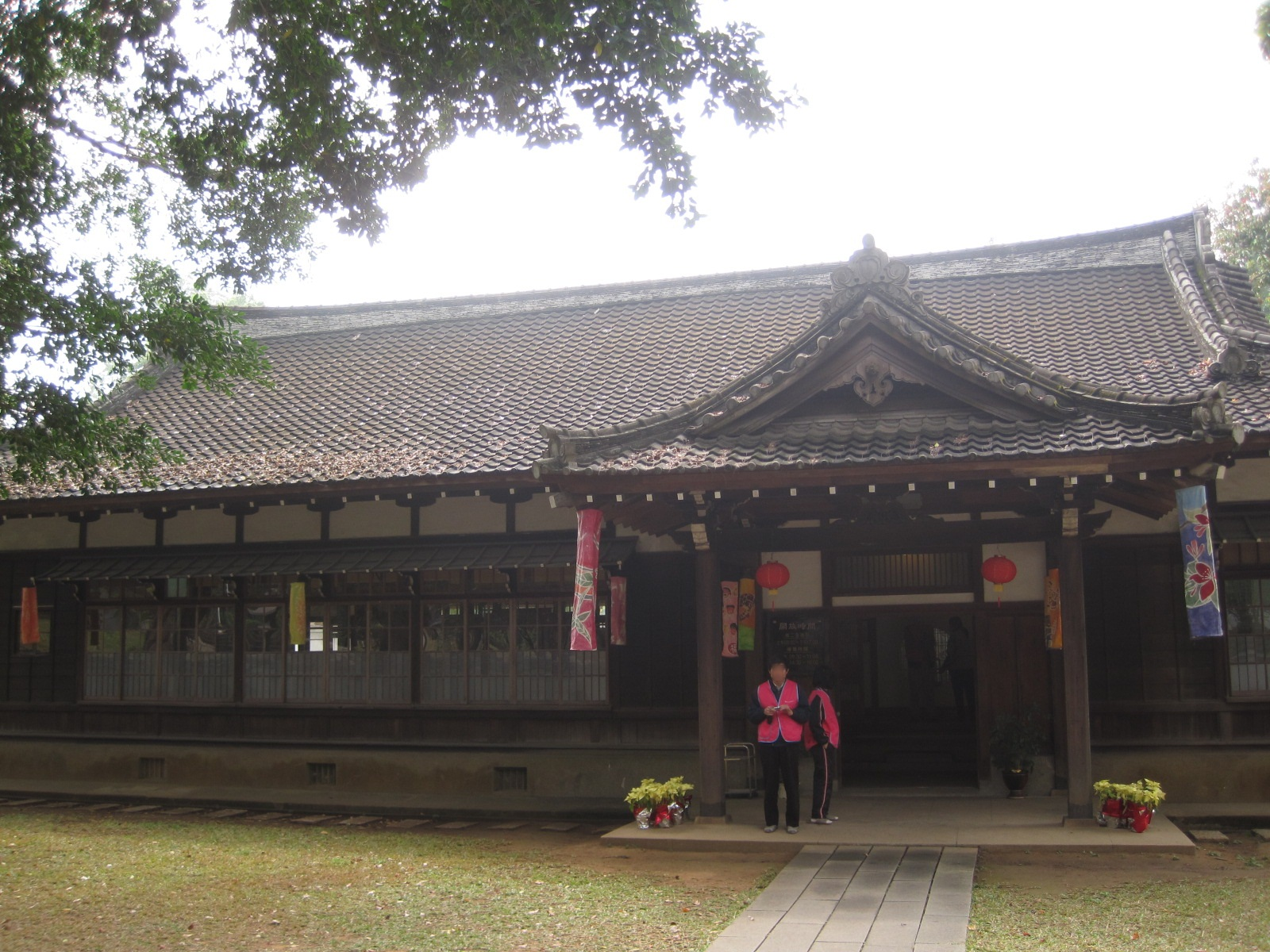
嘉義神社齋館
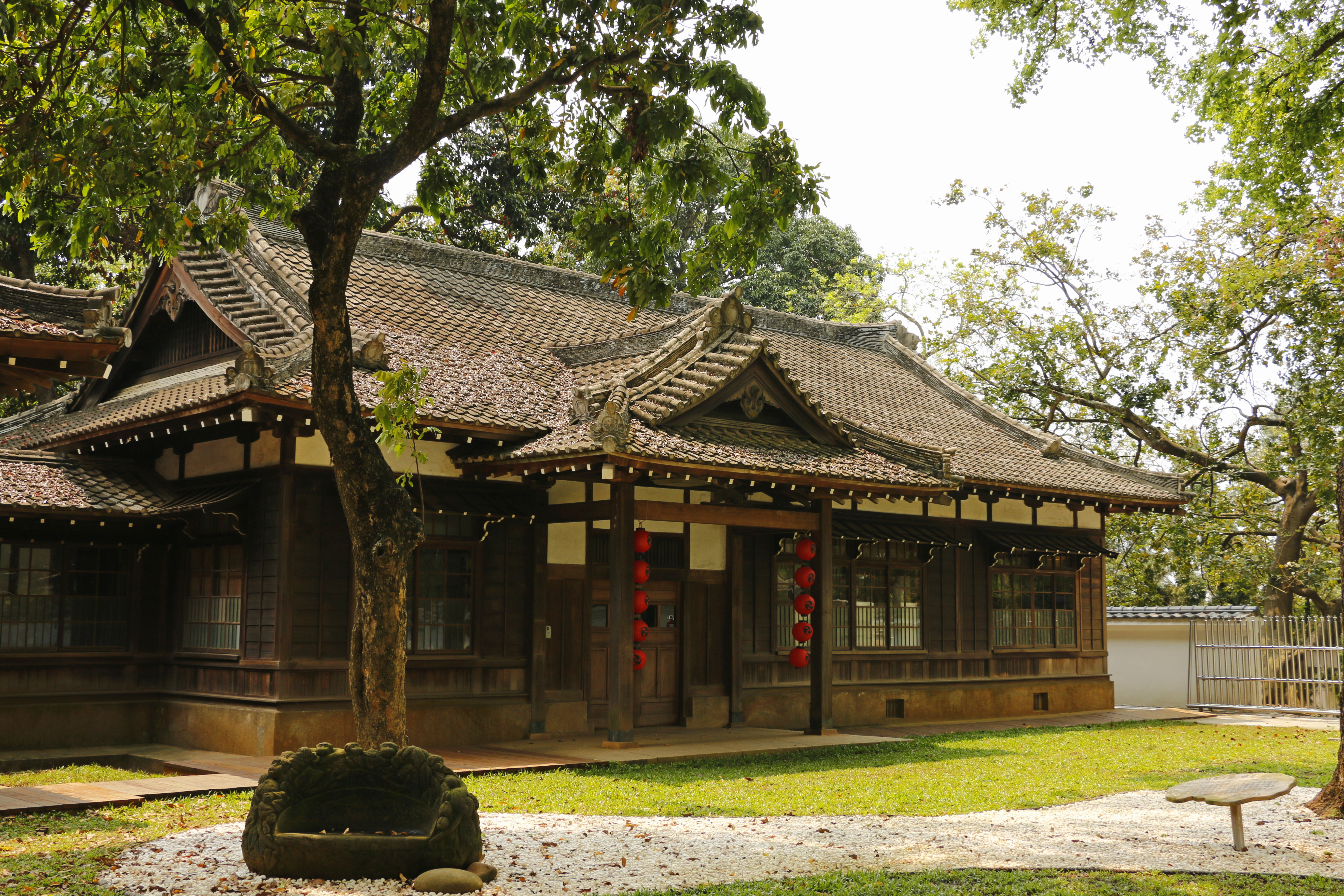
嘉義神社齋館
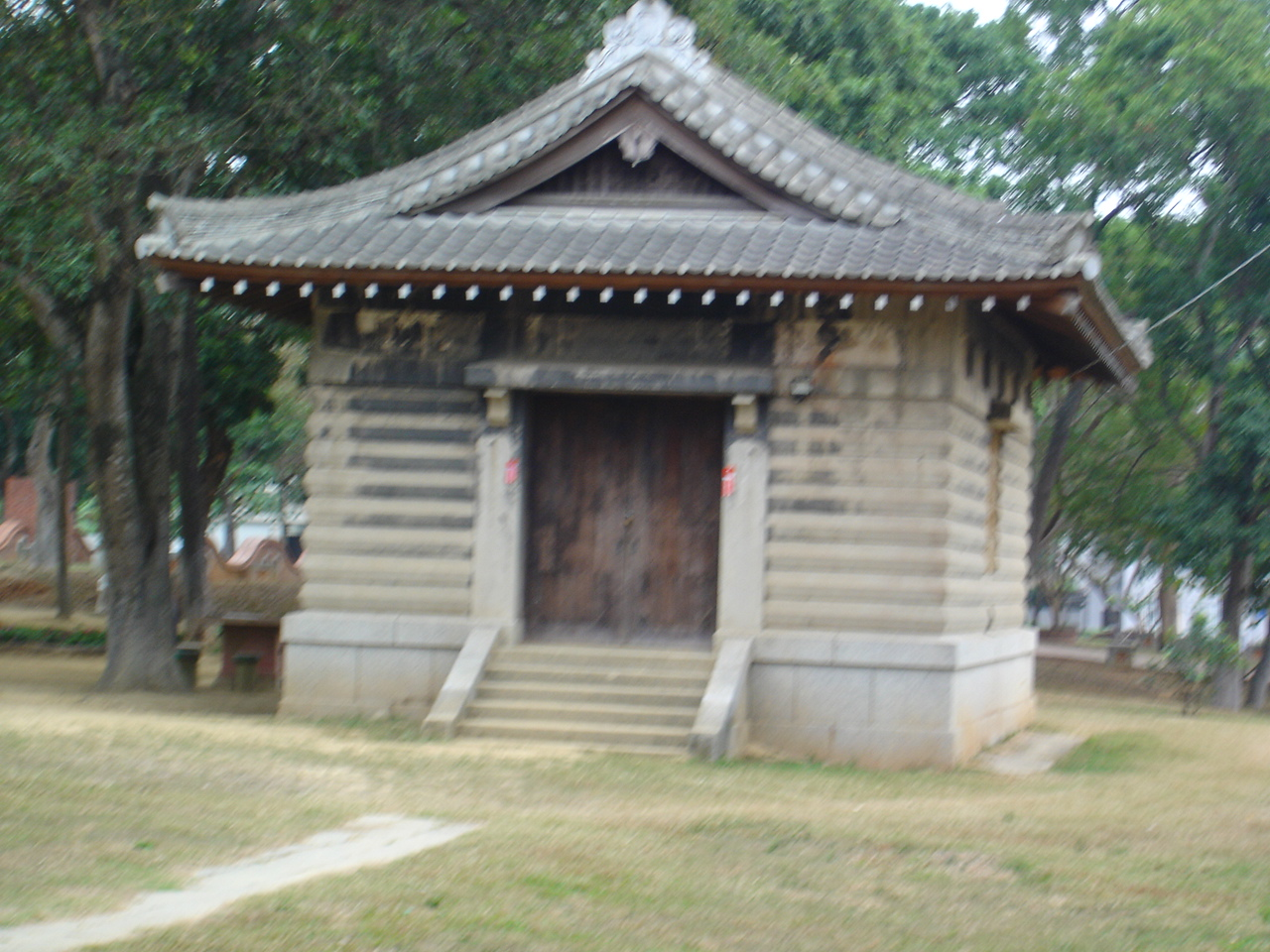
嘉義神社祭器庫
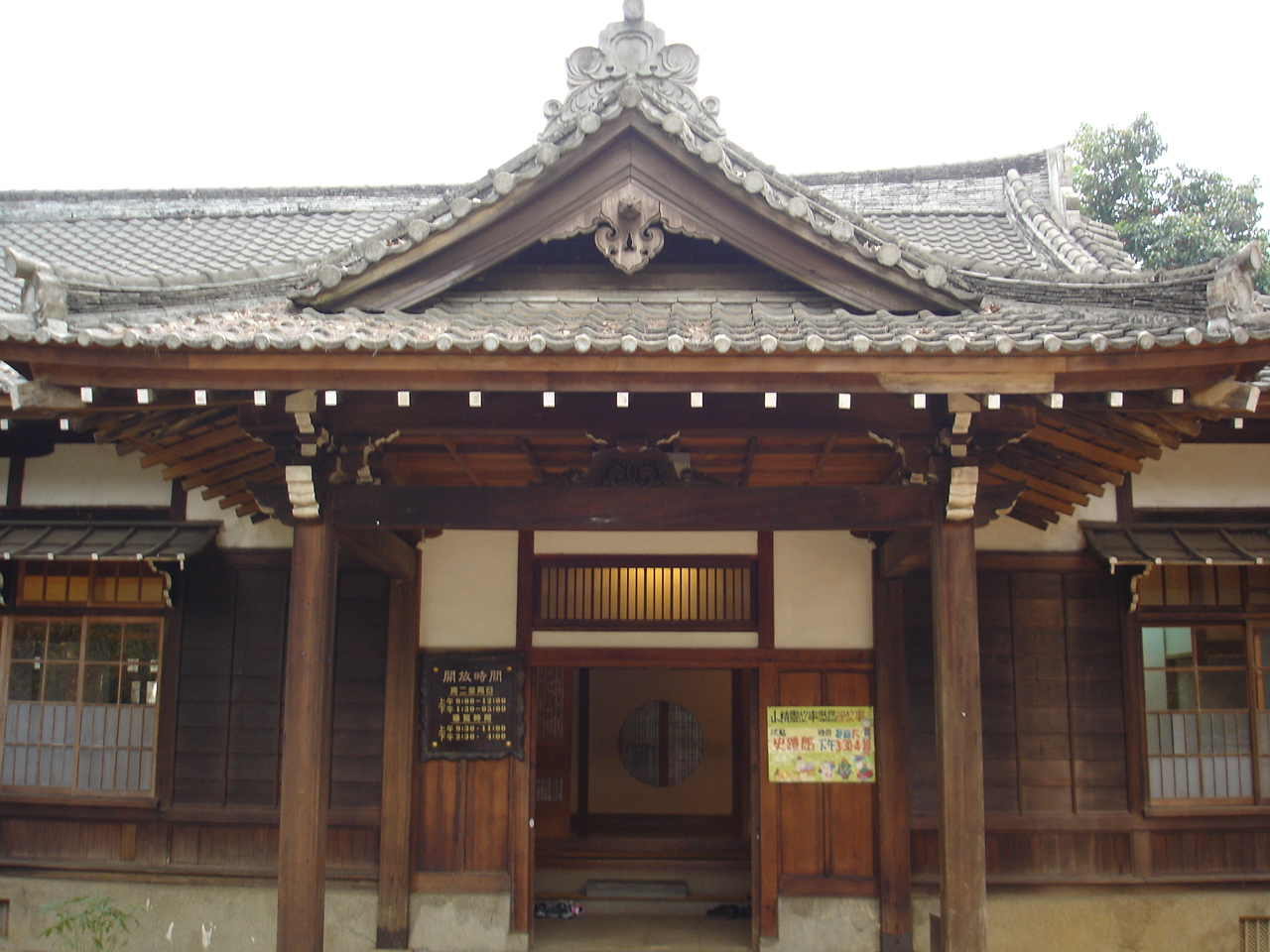
嘉義神社齋館近照

### 鳥居
嘉義神社原設有鳥居，其中二之鳥居屬於靖國鳥居，而此座鳥居於日治末期改建為明神鳥居，該鳥居後於戰後遭到拆除，即今忠烈祠牌樓所在。第三鳥居位於神社境內之第二對狛犬之階梯處，現已拆除。

### 拜殿、本殿
拜殿是神社進行祭祀儀式和進行參拜的場所，本殿為神社內最重要的建築，作為祭祀者進行祭祀儀式的場所使用，是當時第二代嘉義神社最大的建築物。該建築於1994年的火災中全毀，現原址改建為射日塔。

### 齋館及社務所
今日的嘉義神社遺跡仍保存了包含了齋館與社務所兩座建築，該兩棟建築的設計形式屬於木造的「書院造」建築，屋頂均採用「入母屋」型式，是目前在台灣較為少見的建築樣式之一。這兩座建築空間在相互串聯，兩者建築間則設有一個中廊可以相互連接進出，建築物前方設有院門，前後皆有庭院。
齋館和社務所的建築結構均採用磚木混和的構造方式，木造材料上屋樑皆使用臺灣檜木，而椽子及桁條則使用杉木。基座擡高約60公分，並以洗石子進行裝飾。犬走和排水溝部分則以水泥粉刷。建築物的外牆壁體使用了傳統的真壁（編竹夾泥牆）裝飾，再以「下見板張」（雨淋板）進行覆蓋。而齋館的入口玄關屋頂則採用千鳥破風的設計，破風板則是以素木雕刻著豬目懸魚裝飾，屋面則以黑瓦覆蓋。兩棟建築的門窗多為橫拉門，少數為推拉門，而窗戶部分則有固定格柵玻璃窗、紙橫拉窗等不同款式。建築的主結構主要使用木柱，其中齋館的玄關柱設置在沓石之上，柱根上有銅質的「金物根卷」以防止水濺腐朽。齋館的柱上端榫接平直的「頭貫」，柱外突出有雕飾的「木鼻」；而社務所則無此設計。此外，齋館及社務所的外牆簷下均有斗栱出挑，齋館的斗栱採用「出三斗組」設計，而社務所則採用「大斗肘木」設計。
在室內面積上，齋館內部平面呈現長方形，約為70坪，通寬21.85公尺，進深9.95公尺。，主要空間包括玄關、廣間、居間、便所和廊下，齋館的主要功能是作為神社祭祀前齋戒和準備相關典禮的場所，式場則是供信徒參與祭祀活動的場所，此外則設有休息室提供神職人員和信徒休息、準備等用途。在空間格局仍保留了日本傳統建築的特色，包括其天花板、塌塌米地板、紙橫拉門、玄關、外廊道等結構。
社務所的室內面積為61.16坪，通寬17.29公尺，進深9.6公尺，整體格局略成L型。其中被中廊劃分的空間主要用作廣間、管理空間和辦公室，其其則為居間和面向庭園的緣側，該建築主要是供神社的工作人員使用，內部設有多個房間。室內地面上，兩座建築主要使用木地板，其他空間的地面則根據用途而分別採用不同的材質，如洗石子地板、水泥粉刷及馬賽克等。齋館屋頂採用了洋小屋真束小屋組的正同柱屋架，總共有九條屋樑，而社務所則採用了洋小屋對束小屋組的副同柱屋架，總共約11條屋樑。，此外社務所在創立初期，曾在外設有「兵器祀神」

### 祭器庫

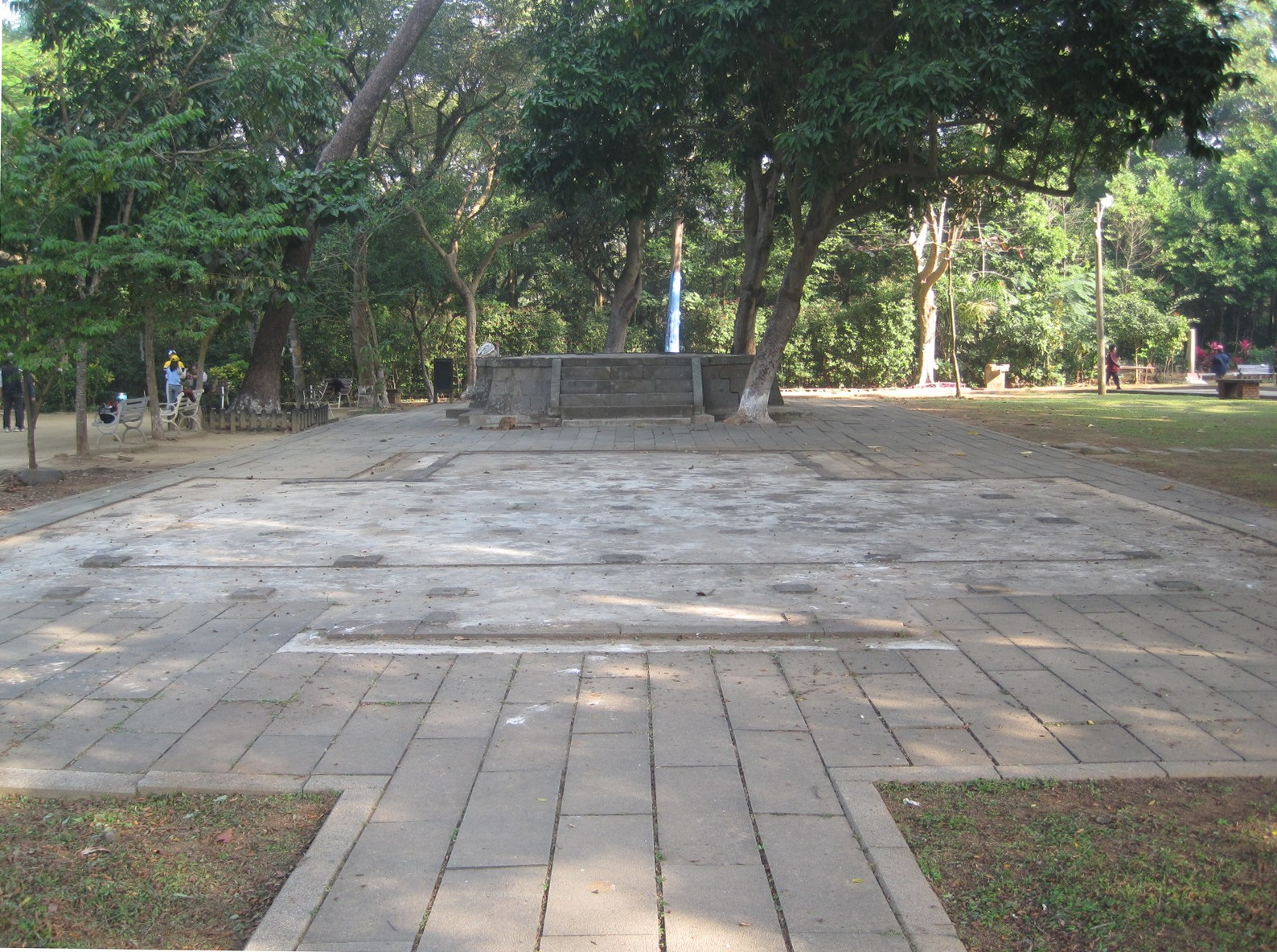
第一代嘉義神社遺跡

祭器庫是一個用於儲存祭祀器具的場所，其中嘉義神社存有一處祭器庫，該建築物位於拜殿左側，是一個以鋼筋混凝土和瓦茸建造的長方形建築物，用於存放神輿等物品。其建築屋頂則使用了「入母屋流造」造型，入口設置在建築物的單側，三面則開有窗戶。。

### 參集所
又稱為休憩所，該設施設立之初衷是為方便集結準備參拜的民眾休息而設立，其位置位於手水舍之前，接近社務所附近。為容納大量的參拜者，該場所必須快速進出，並提供及時遮風避雨的功能，該建築物個被設計成半開放式的亭子，並未有門窗，同時能保護參拜者不受風雨的干擾，具有涼亭功能。

### 手水舍
手水舍作為提供參拜者在參拜前進行身心淨化、洗手、漱口的場所使用，又稱為稱為「水盤舍」或「淨手亭」，第二代嘉義神社的手水舍於1945年啟用，該建築為一座獨立的四柱庭建築，中央設有一個八角形的手水鉢，手水鉢上刻有土木建築請負業田木組所貢獻的「奉獻 昭和十七年十月  嘉義土木建築請員業組合員一同  世話人 田木權二」字樣，並放有一個石盤和一把長柄水勺供參拜者洗手和漱口之用，以達到淨身淨心的效果。此外，手水舍內還設置了解說牌，讓參觀民眾了解手水舍的使用步驟以便使用。

### 第一代嘉義神社殘跡
第一代嘉義神社殘跡位於第二代嘉義神社拜殿的西北側，該建築原本於1915年啟用，建築方向坐北朝南。現在僅留下柱基遺構和石砌基壇。其中南邊的柱基遺跡原本是32坪的拜殿，北邊的石砌基壇則是12坪的本殿。當時兩座建築都是使用木構造，但因為遭受蟻害和腐朽的問題，在二戰後被拆除。
2019年由於其周遭樹木之根系造成基礎崩壞，故將樹木移植並修復殘跡。

### 文物

#### 神社社號碑
社號碑被視為神社最重要的標誌，並標示著神社的名稱和座落地點，嘉義神社社號碑設立於神社入口處，其下方台座上刻有「永登組 石工 稻富松市」，戰後，該國民政府將表面重新刻成「嘉義縣忠烈祠」。

#### 狛犬
狛犬又稱之為「高麗犬」、「貊白犬」或「唐獅子」，被視為守護神社的重要象徵，當前於神社保存的兩對狛犬是第二代嘉義神社的附屬建物，建於1943年。

#### 寶物
嘉義神社在過去曾藏有北白川宮能久親王在1895年在臺灣乙未戰爭使用之臺灣麻布戰時服、眼鏡、針線。
1931年8月12日由神宮司廳進獻的梓弓、錦靭、楯、銅黑造太刀、鏡子也曾藏於神社。。

#### 棟札
嘉義神社現存一座上棟木牌（棟札），該棟札為長條型木製碑。刻有大正八年九月八日上棟執行齋嘉義神社司長東有鄰、右側寫寫棟梁永田富夫、左邊寫側受員角田幾一。背面中間寫著：「嘉義市榮町八丁目十三三井一郎屋舍」字樣，兩旁有屋船久久知命（家屋守護神）、手置帆負命（工匠守護神）、屋船豊宇氣姫命（家屋守護神）、彦狭知命（工匠守護神）字樣，該棟札現由國立臺灣歷史博物館典藏。

#### 石燈籠
石燈籠通常放置在神社入口或境內，以提供園區照明，內部配有電線和電燈等設備。嘉義神社在落成時，則於神社各處設立大型和小型兩種型式的燈籠，並按等距離間隔擺設。並由各地的民間企業、株式會社所貢獻，包括虎尾郡、北港郡、斗六郡氏子及新高製糖株式會社嘉義工場等。另外忠烈祠（原二之鳥居）後方的碑樓，則設有東石郡氏子及臺灣教育會嘉義支會所奉獻的石燈籠，牌樓下方左側的石燈籠上另刻有「發起人 江中佐一郎 高野教明」字樣。
戰後，多數石燈籠大多遭到拆除。當代在神社周遭地區仍保存著大量石燈籠竿的殘跡。其中神社外側仍保存一對大型石燈籠下半部及基座，左右共有兩座，後方下面刻有「臺北市 株式會社 昭和石栈工業謹製」。

## 圖片
第一代神社

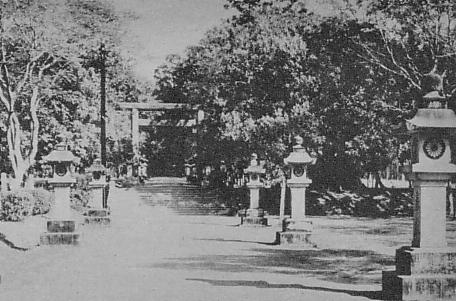
第一代嘉義神社參道及鳥居
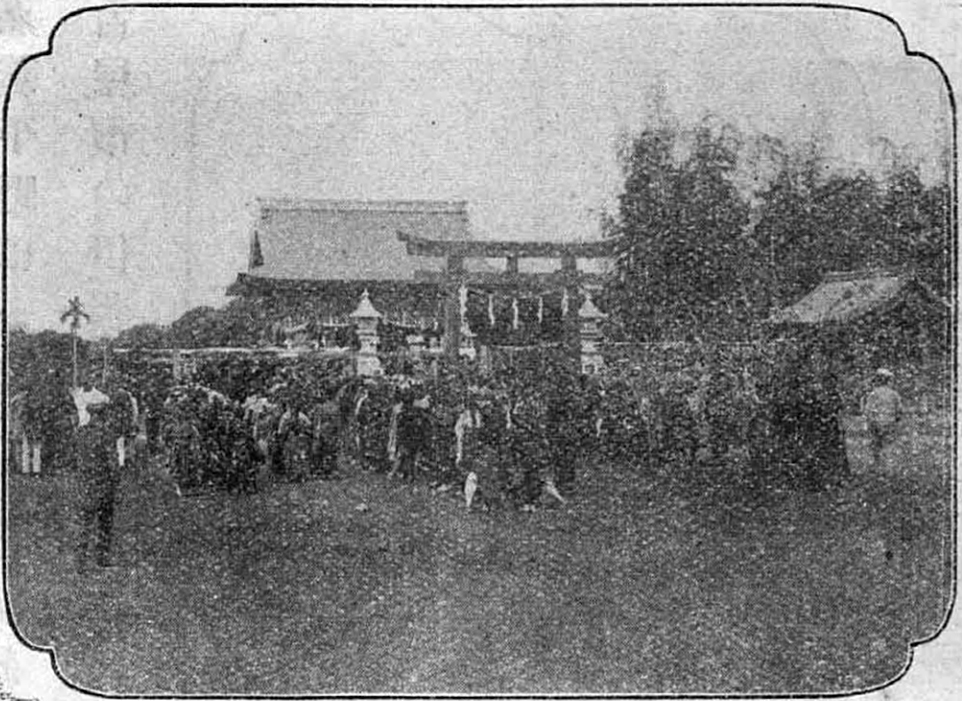
第一代嘉義神社全景(1910年代)
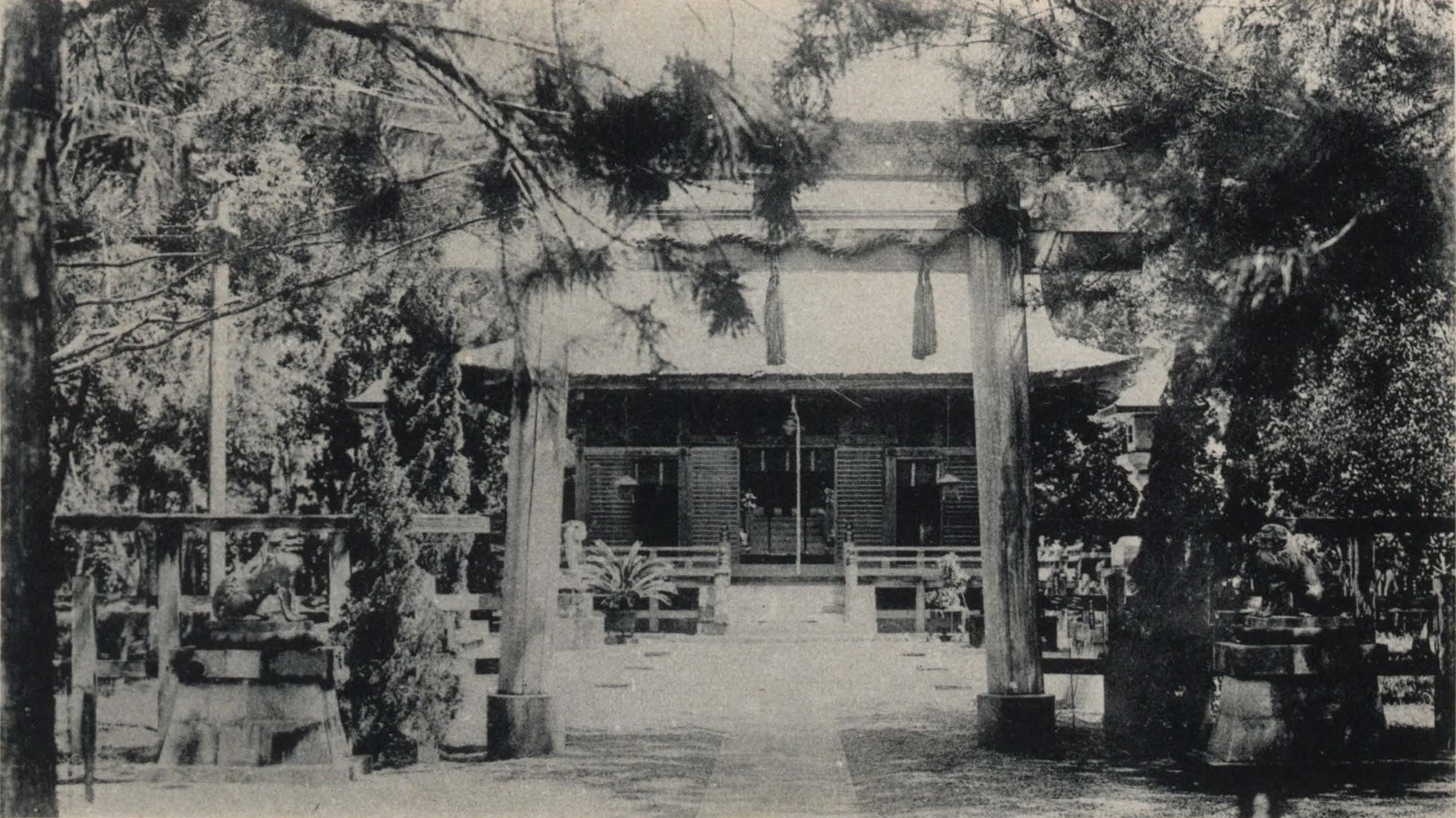
第一代嘉義神社社殿(1930年代)
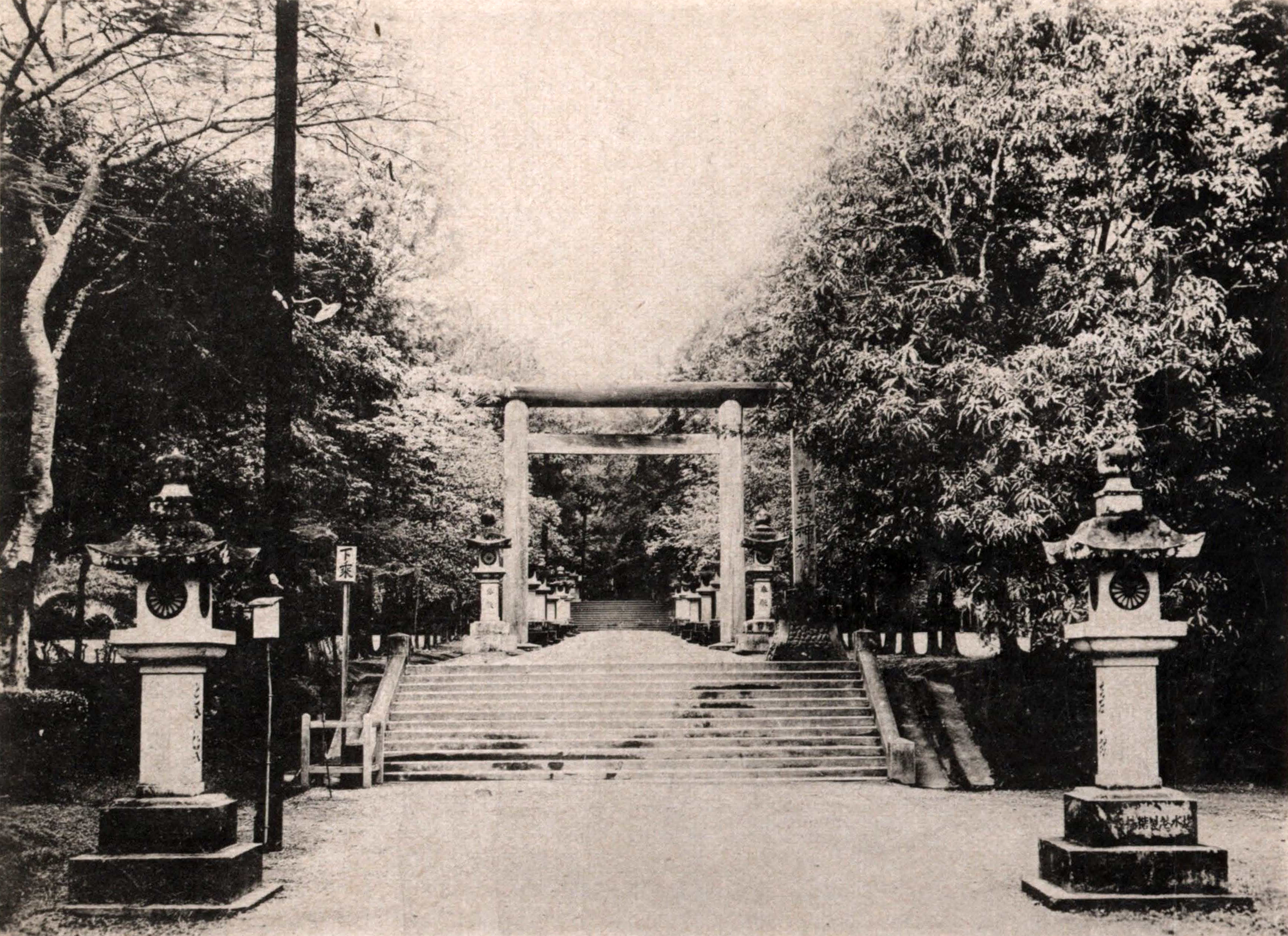
第一代嘉義神社,可見鳥居、社號標及石燈籠(1930年代)

第二代神社

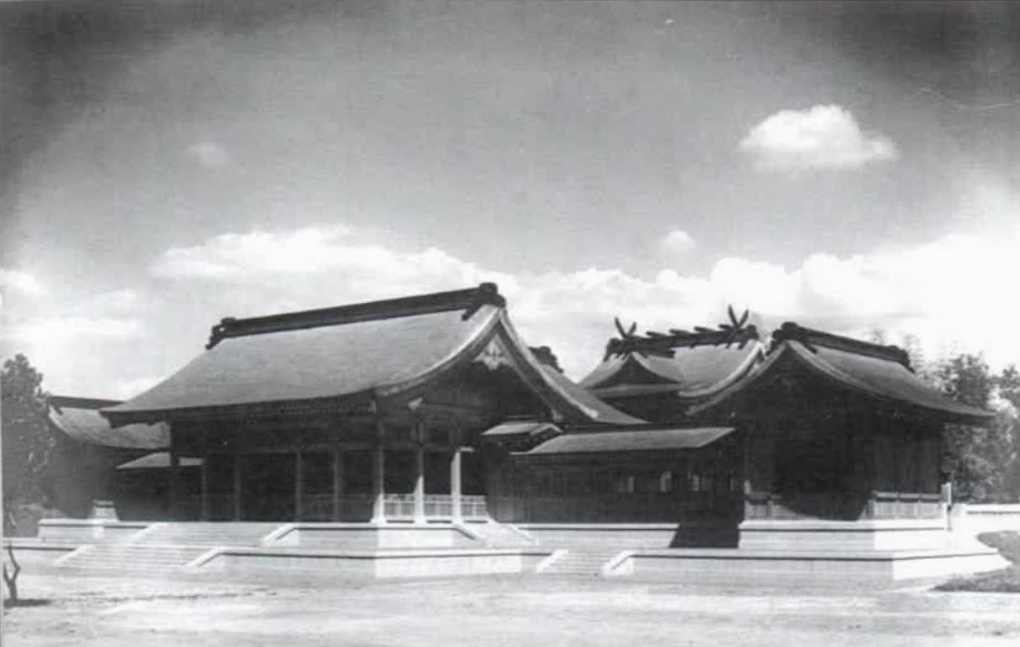
嘉義神社第二代社殿(現為射日塔)，左側為拜殿
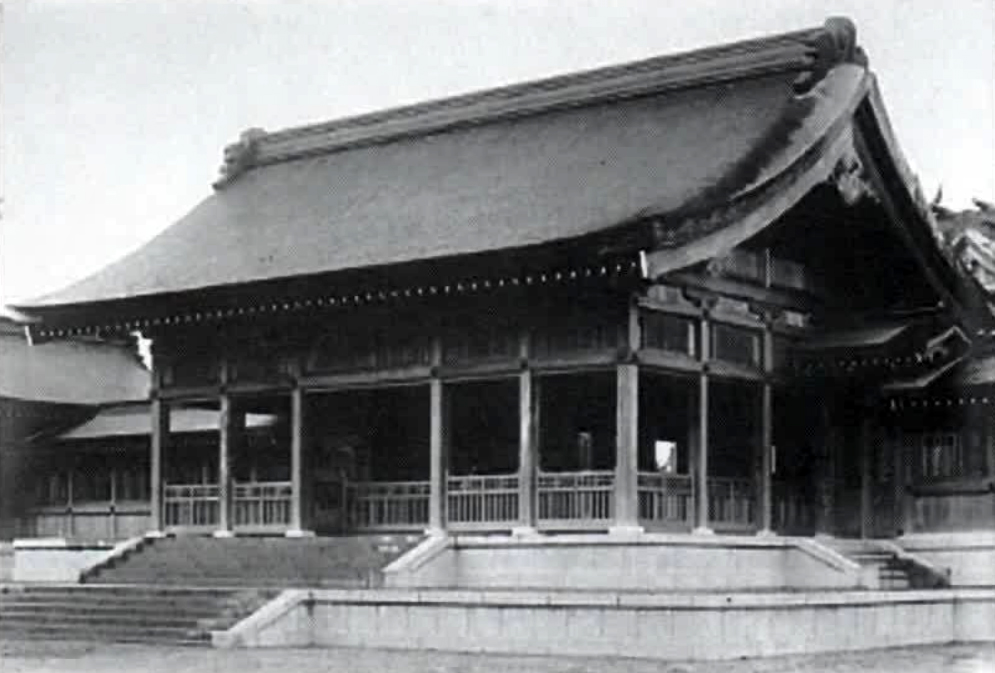
第二代嘉義神社拜殿
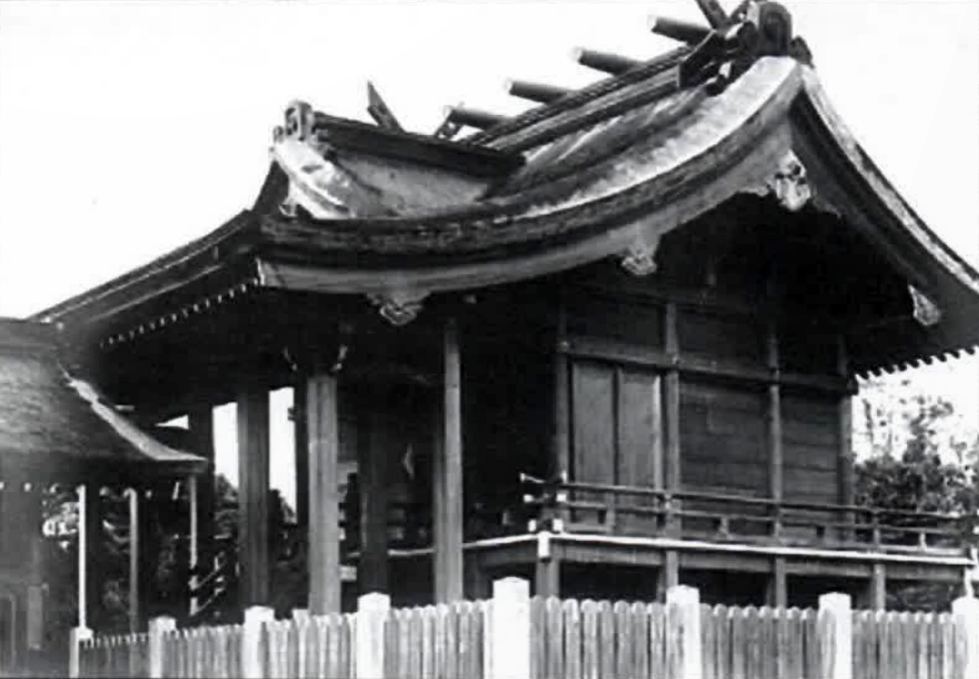
第二代嘉義神社本殿
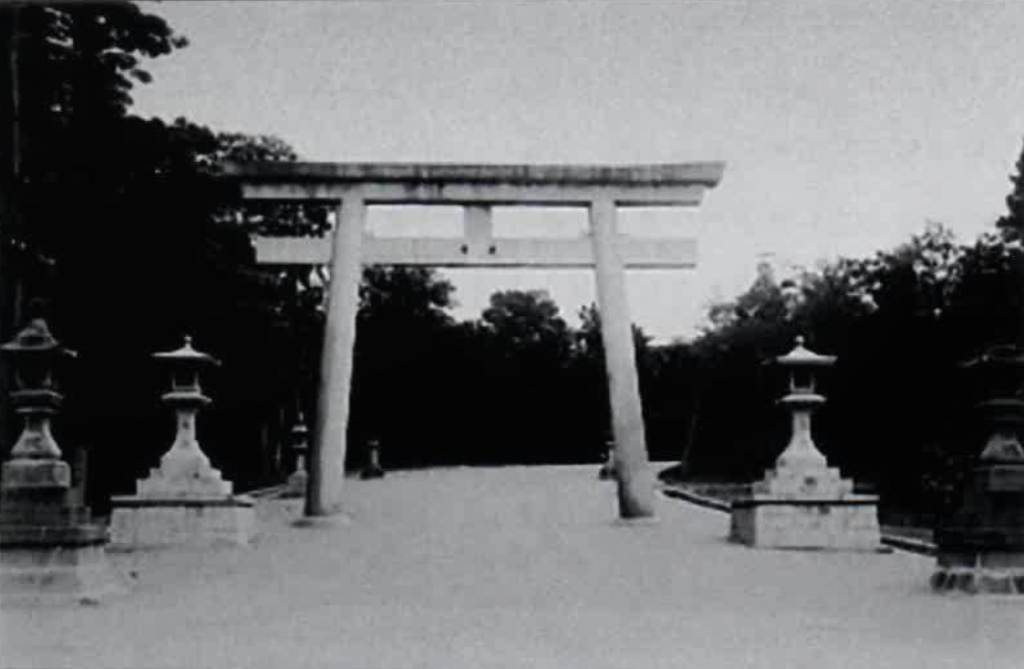
第二代嘉義神社的第一鳥居
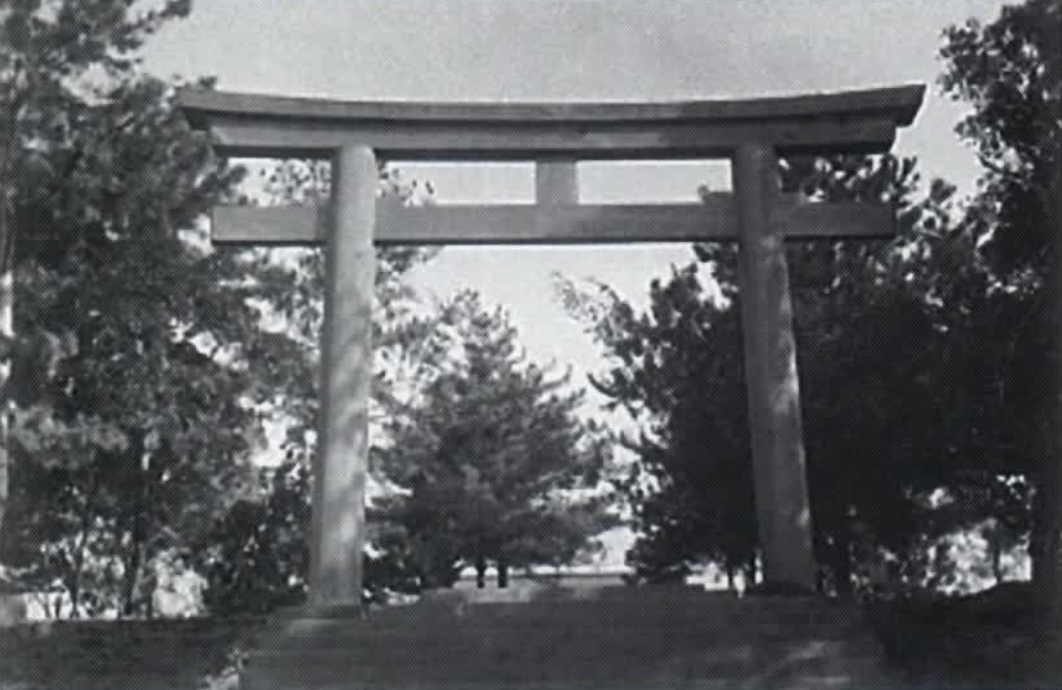
第二代嘉義神社的第三鳥居

現存遺跡

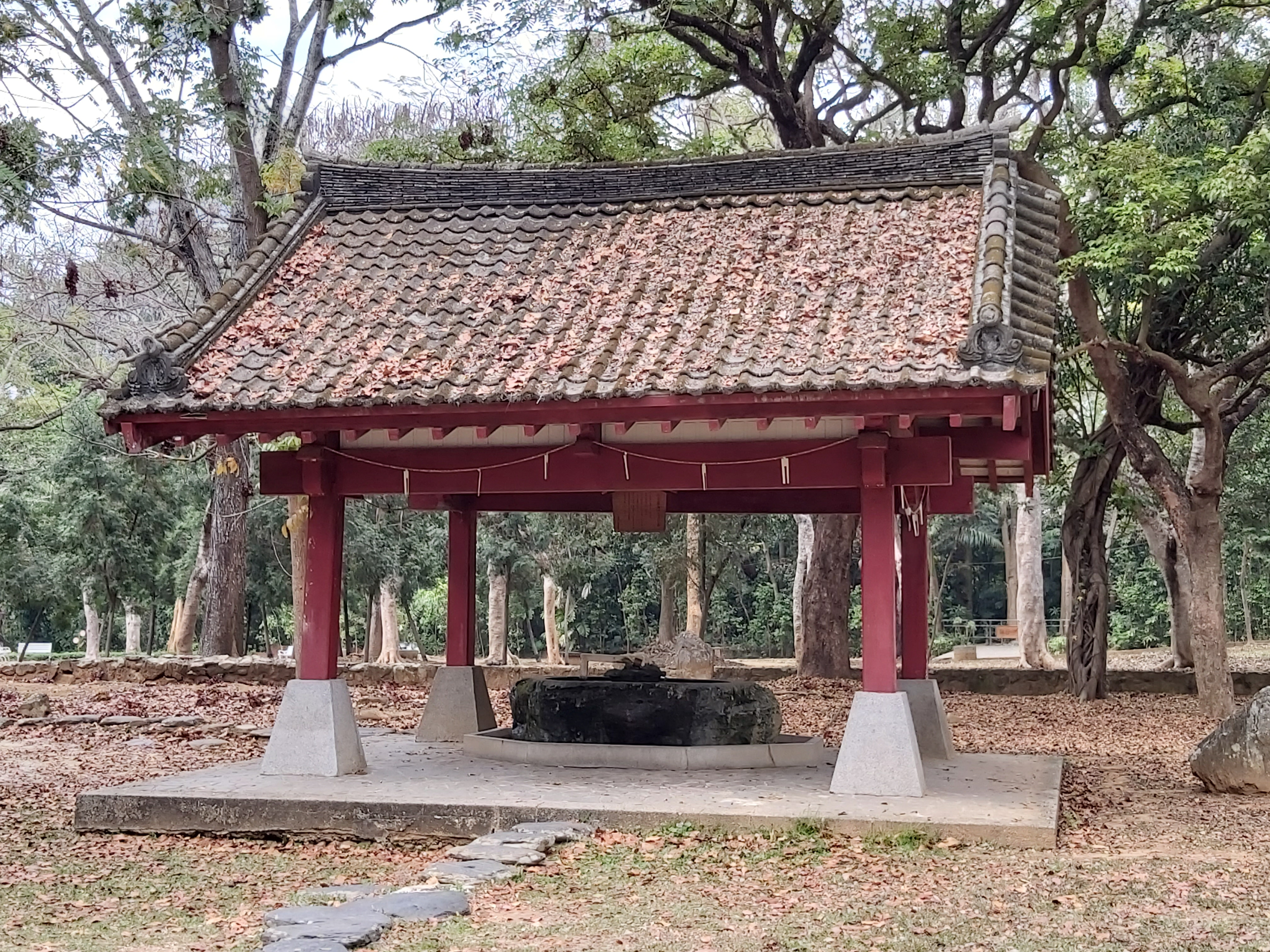
嘉義神社手水舍
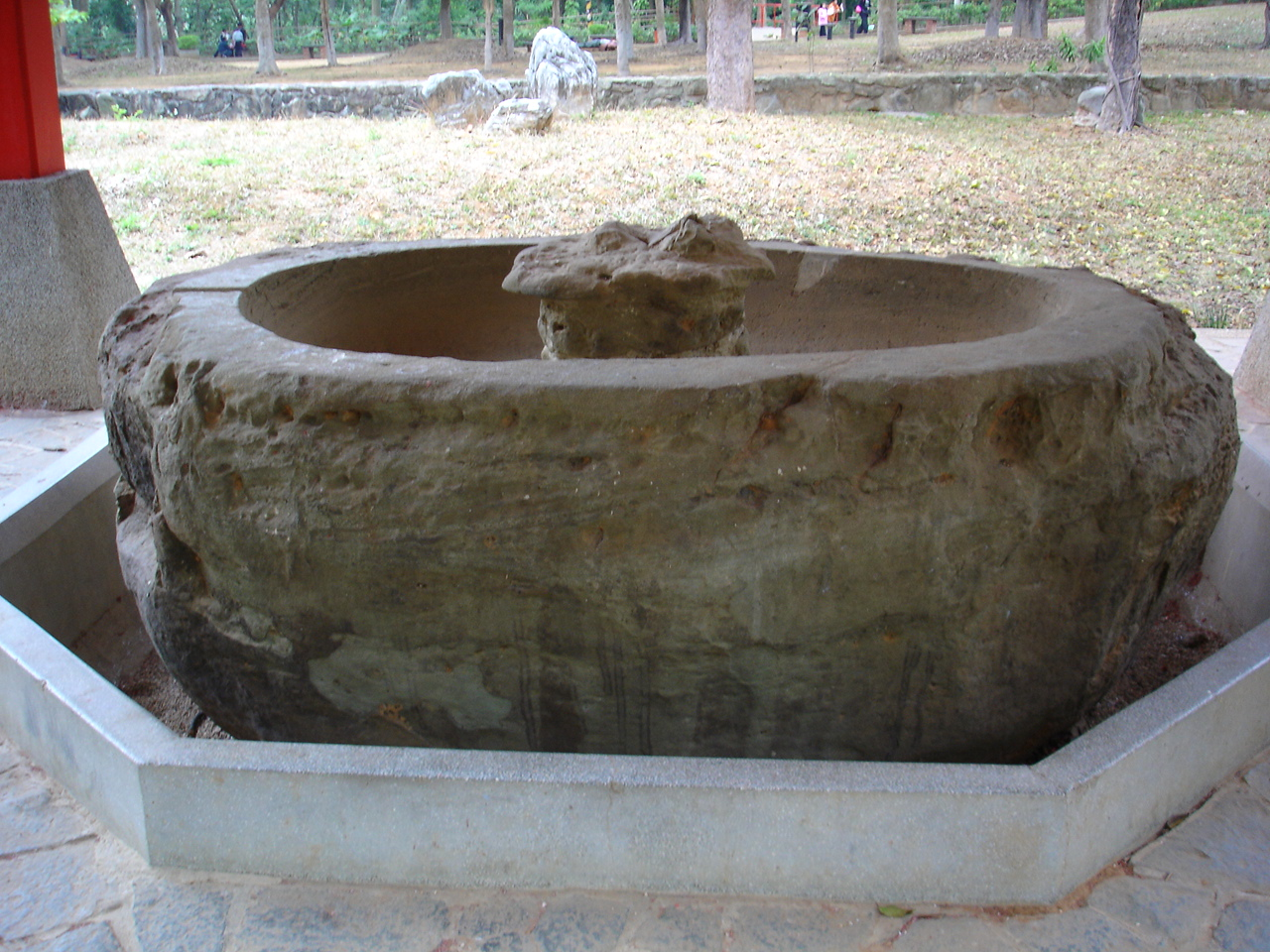
嘉義神社手水舍淨手池
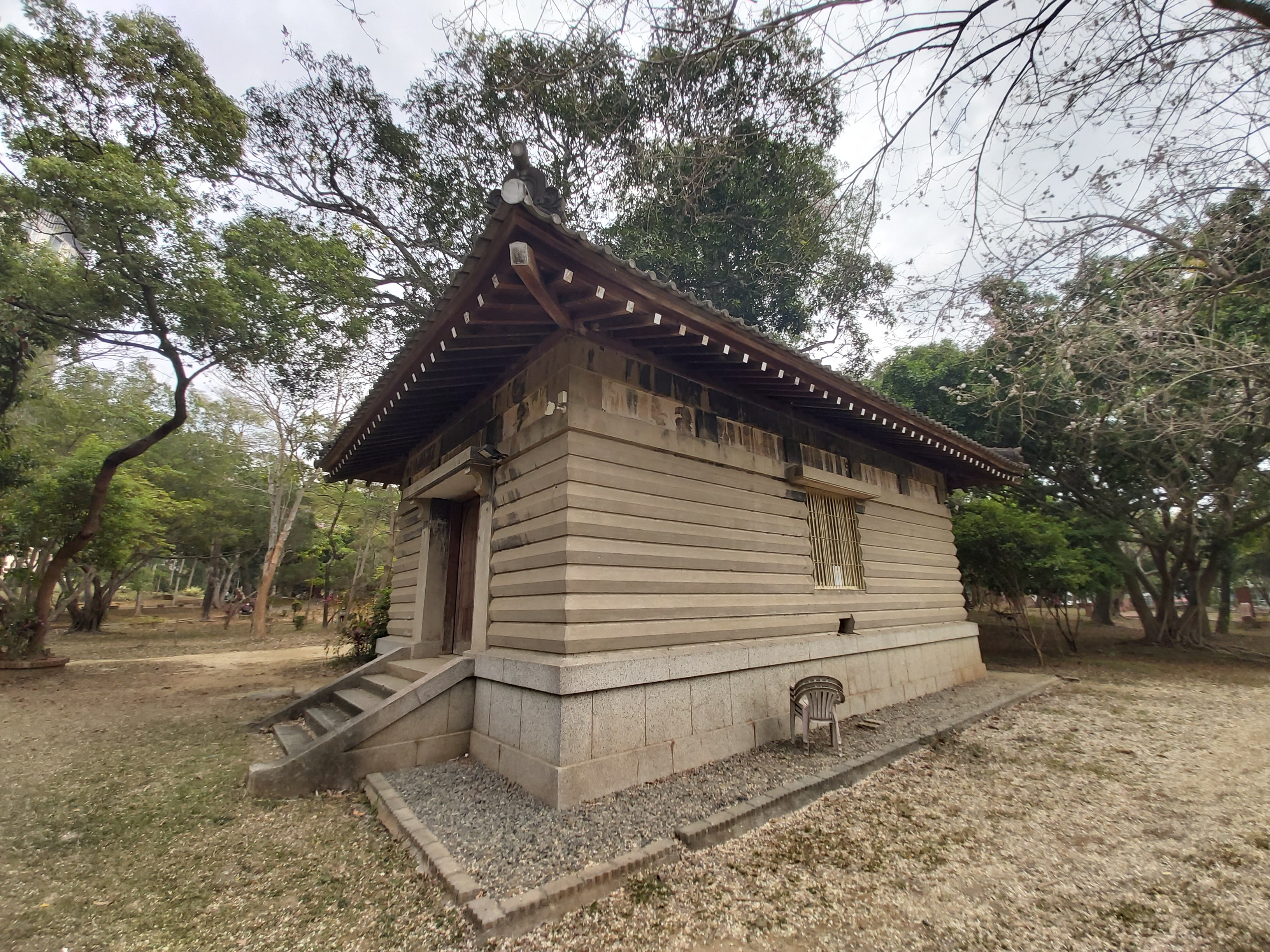
嘉義神社祭器庫
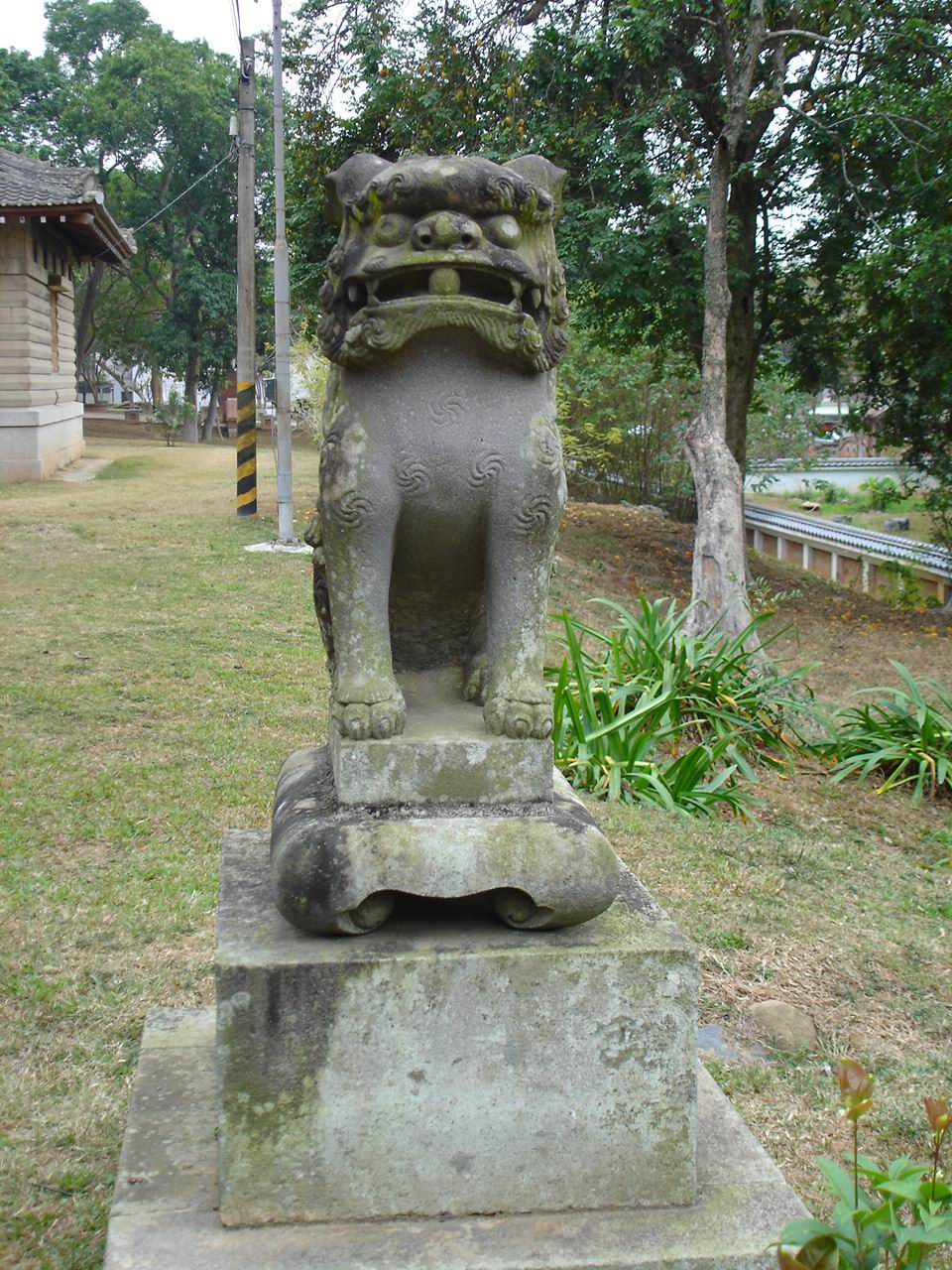
嘉義神社之狛犬
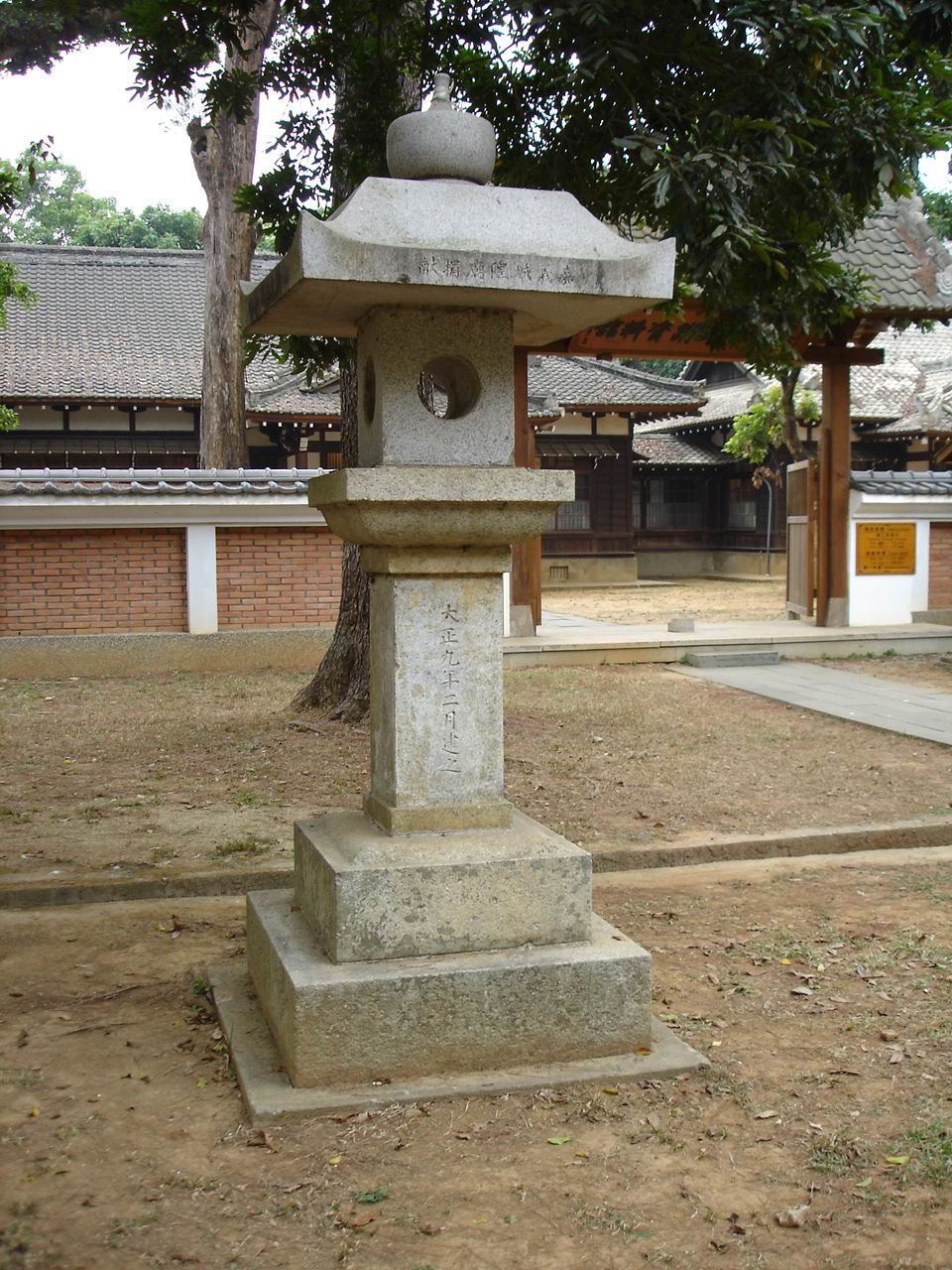
嘉義神社參道旁的石燈籠其一，1920年建造
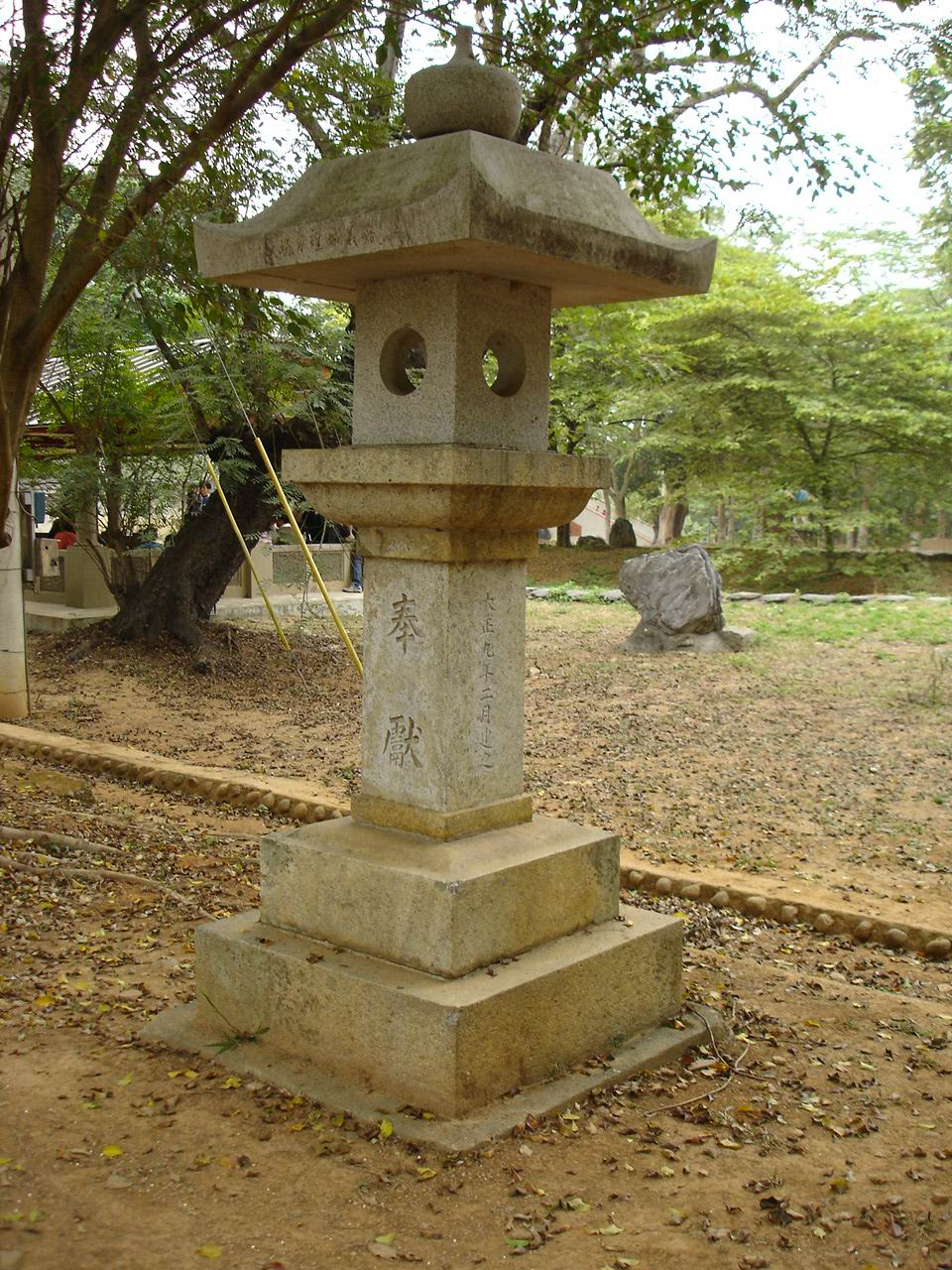
嘉義神社參道旁的石燈籠其二，1920年建造

## 外部連結
- 嘉義市史蹟資料館
- 文化部文化資產局——原嘉義神社暨附屬館所(嘉義市史蹟資料館)（页面存档备份，存于）
- 海外神社（跡地）に関するデータベース 嘉義神社 （页面存档备份，存于）